# ホーンビィ

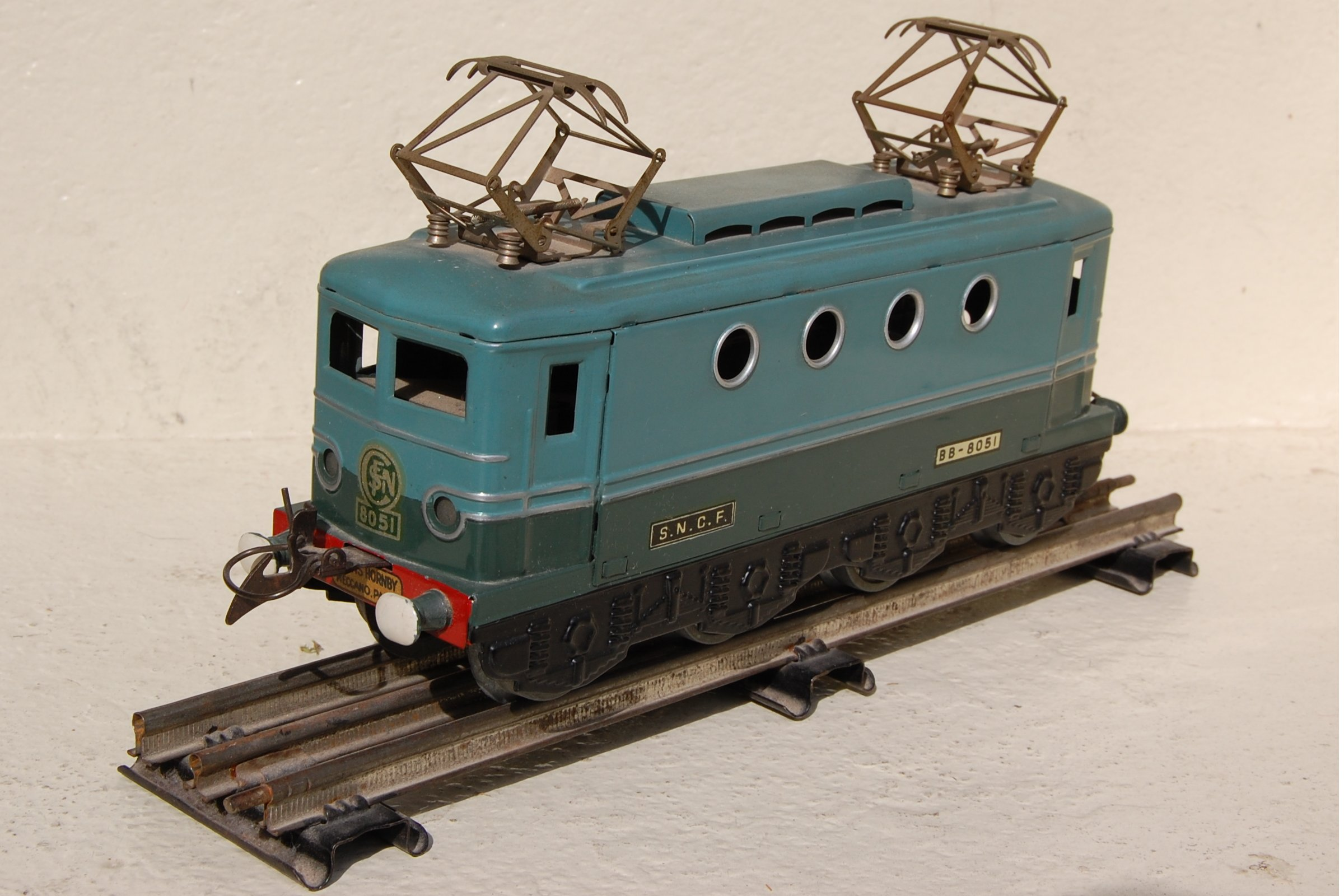
メカノ製のOゲージ
フランス国鉄BB8100形電気機関車

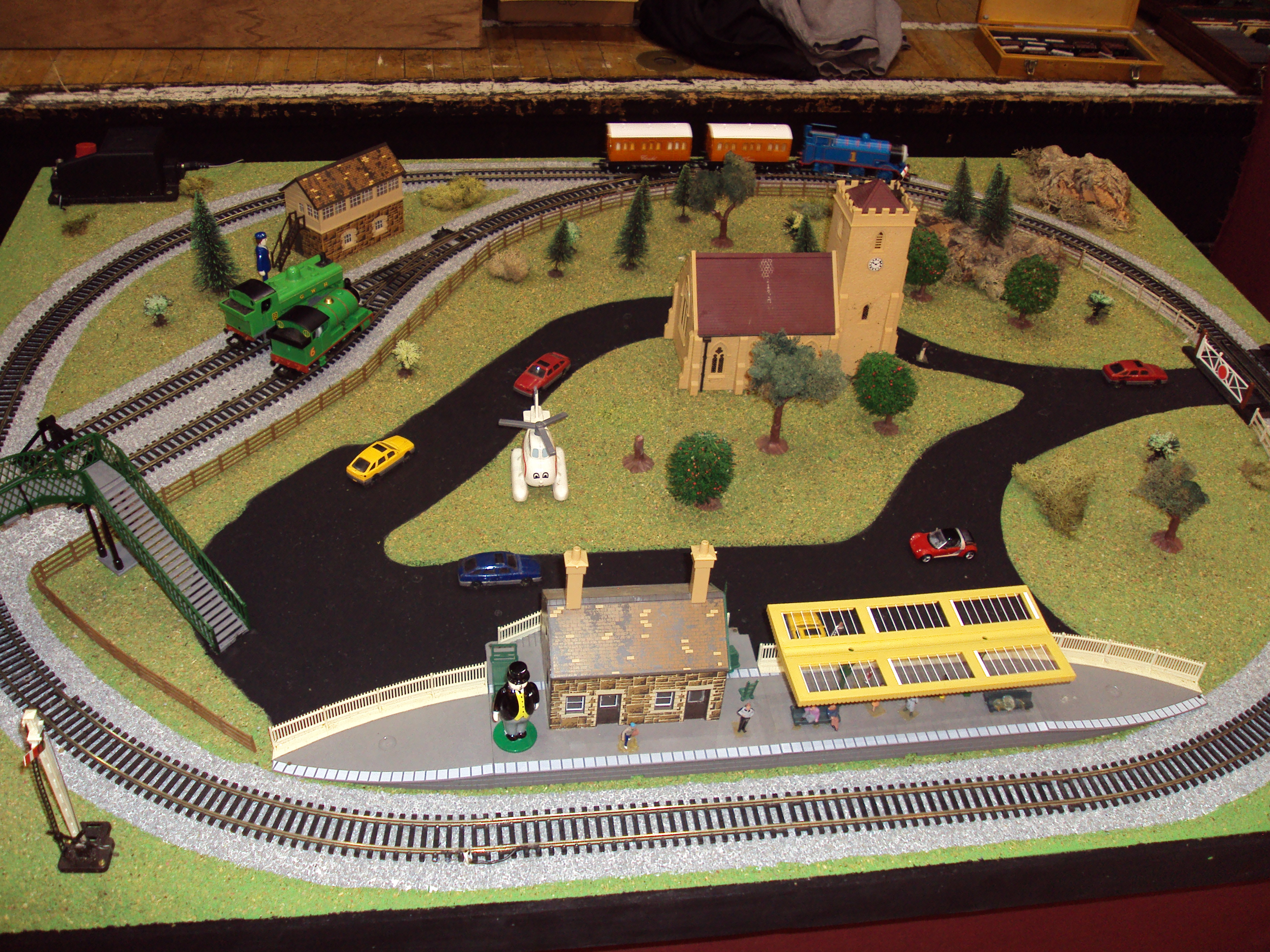
ホーンビィ製のOOゲージのレイアウト
きかんしゃトーマス

ホーンビィ (英: Hornby、Hornby Hobbies Ltd.) は、かつてはイギリスのメカノ社 (英: Meccano、Meccano Ltd.) の鉄道模型ブランドであったが、後に独立した模型メーカー・ブランドとなった。
メカノ社のミニカーは「ディンキー」を、ホーンビィのスロットカーは「スケーレックストリック」を、メカノ社および金属製組み立て玩具については「メカノ」を参照。

## 概要
1901年、フランク・ホーンビィ (Frank Hornby) によってイギリスのリバプールで創業された玩具メーカーのメカノ社を前身とする。メカノ社は当初、穴の開いた金属製の平板部品をボルトとナットで組み立てて形をつくる玩具「メカノ」を製造していた。1920年からぜんまい式のOゲージ鉄道模型の製造を始め、その後はOゲージ用アクセサリーとしてミニカーの「ディンキー」や、電動式のOOゲージ・HOゲージ鉄道模型などを製造した。1960年代以降、倒産や買収を経て独立したメーカーとなった。
1990年代以降、OOゲージ鉄道模型においては最大手メーカーであり、車両から線路、制御機器、ストラクチャー、シーナリー用品まで一手に製造している。2000年以降、経営不振の同業他社を積極的に傘下に収め、イギリスはもとよりヨーロッパを代表する模型メーカーの1つになっている。日本語ではホーンビィ、ホーンビー、ホンビーなどと呼称される。
2009年現在、社長 (Chairman) はニール・ジョンソン (Neil Johnson)。売上高 (Turn Over) は6157万ポンド、純利益 (Net Profit) は421万ポンド、従業員数240名である。

## 歴史

### ホーンビィ・トレインズ: 1920 - 1938
1920年、メカノ社は縮尺1/43のぜんまい式のOゲージ鉄道模型を「ホーンビィ・トレインズ」(Hornby Trains) のブランド名で発売した。1925年には交流200ボルト電動式の三線式Oゲージを発売した。1930年代になると安全性の観点から6ボルトモーターを使い、交流20ボルトとなった。ぜんまい式のOゲージは1937年まで、電動式は1949年までリバプール工場で製造された。
フランスにも工場が設けられ、フランス向けのOゲージ鉄道模型が製造された。フランス以外のオーストラリア、ニュージーランド、アルゼンチン、北欧への輸出分はリバプール工場で製造された。輸出品は外国風に塗られたものの、イギリス風にしか見えないものであった。
1927年にアメリカ市場の価格破壊を目指して進出し、ニュージャージー州エリザベスに工場を設け、アメリカ向けにOゲージ鉄道模型が製造された。しかし製品はカラフルで魅力的ではあったものの、製造されたのがぜんまい式のみであったり、価格面で他社よりも優位に立てなかったこと、さらに1929年の大恐慌の影響もあり、玩具大手のA.C.Gilbert社に工場を売却し、1930年にアメリカ市場から撤退した。残った製品はカナダやイギリスで販売された。

### ホーンビィ・デュブロ: 1938 - 1963
1938年、直流三線式のOOゲージ鉄道模型を「ホーンビィ・デュブロ」(Hornby-DublO、DublO = OOの英語読みのもじり) のブランド名で発売した。機関車やストラクチャーはダイカスト成形の亜鉛合金製で、貨車や客車はプレス加工されたブリキ製であった。同社はOOゲージを直流12ボルト・三線式を標準として計画し、イギリスにおいて展開した。その後急速に規模を拡大させるも、1940年以降は第二次世界大戦の影響で規模は縮小され、1942年には製造が中断された。
戦後、製造は再開されたが1948年までは全てを再開できなかった。その後、バゼットロークやエクスレイ、ライオネルやアメリカンフライヤーのように繁栄したものの、1950年代後半にはトライアング・レールウェイズ (Tri-ang Railways) などのライバルが現れたため苦境に立たされた。また、プラスチック製品の製造が遅れたのも影響した。1959年にそれまでの直流三線式に加えて、直流二線式の製品を、プラスチック製客車「the Super Detail series」と共に発売したものの、ライバル会社と比べシステムは複雑になってしまった。プラスチック製客車シリーズは好調で、1960年にはフランス向けとして直流二線式HOゲージが「ホーンビィ・アショオ」(HOrnby-acHO、acHO = HOのフランス語読みのもじり) のブランド名で展開されはじめた。ホーンビィ・アショオはフランス工場で製造された。
1963年に経営危機が発生してイギリスでは新製品が発売されなくなった。

### トライアング・ホーンビィ: 1964 - 1971
1964年、「トライアング・レールウェイズ」(以下トライアングと記す) のブランド名で鉄道模型を展開していたラインズ・ブラザーズ社 (Lines Bros Ltd.) によってメカノ社が買収され、ブランド名は「トライアング・ホーンビィ」(Tri-ang Hornby) に変更された。それまでホーンビィ・デュブロで展開されていた車両やストラクチャーは、金属製でコストがかかるため製造は中止され、プラスチック製が主力であったトライアング製品を中心に存続された。ホーンビィ・デュブロの金型はレーン社が引継ぎ、ダイカスト成形の機関車やプラスチック製客車はその後も製造されたものの、Oゲージ製品は廃棄されたり、リバプールの模型店に引き取られて販売された。リバプール工場での鉄道模型の製造は終了し、ラインズ・ブラザーズ社傘下で、ケント州マーゲート (Margate) にあるロベックス社 (Rovex) の工場に移った。
1970年、ラインズ・ブラザーズ社の組織改編により、旧メカノ社部門が、メカノ・トライアング社 (Meccano Tri-ang Ltd) となった。

### ホーンビィ・レールウェイズ (DCM): 1972 - 1980
1971年にラインズ・ブラザーズ社が倒産し、メカノ・トライアング社の鉄道模型部門が複合企業体であるDunbee Combex Marx (DCM社) に買収され、1972年からブランド名は「ホーンビィ・レールウェイズ」(Hornby Railways、以下ホーンビィと記す) と改称された。フランスで製造されていたHOゲージは、TEEミストラル客車など傑作を残したものの、全ての製造を1974年に終了している。金属製組み立て玩具の「メカノ」やミニカーの「ディンキー」の部門はイギリスの模型メーカーであるエアフィックス (Airfix) に買収された。
1970年代の一時期、ドイツのトリックスのNゲージ製品であるミニトリックス (Minitrix) を「ホーンビィ・ミニトリックス」(Hornby Minitrix) のブランド名で展開していたが数年で撤退した。
1970年代後半、エアフィックスなどの新規参入メーカーが細密成型の完成品を多く発売したため、それまで細密とはかけ離れた製品しかなかったホーンビィ製品は苦境に立たされた。愛好者からはホーンビィでももっと細密な製品を、という注文が相次いだ。そのような中で、当時においては画期的であったデジタル式の多重列車制御装置である「Zero 1」が発売された。これは1990年代に普及したデジタルコマンドコントロールと同様のものである。鉄道模型史上重要な道標であるにもかかわらず、Zero 1はコントローラーとデコーダーが高価で従来の車両と互換性が無く、デコーダー搭載車両は従来のアナログ式コントローラーでは制御出来ないため普及しなかった (製品の項で詳述)。
1980年にDCM社が倒産した。

### ホーンビィ・ホビース: 1980 -
1981年、マネジメント・バイアウトによりDCM社から独立し、社名は「ホーンビィ・ホビース」(Hornby Hobbies Ltd.) となった。ブランド名は引き続き「ホーンビィ・レールウェイズ」が使用された。1985年頃に、かつてエアフィックスが製造し、エアフィックス倒産後はダポール (Dapol) で製造されていたいくつかの製品をホーンビィが買い取り、自社製品として販売した。同時期に『きかんしゃトーマス』に登場する列車の製品化を開始した。1986年、株式を公開した。
1990年代前半はダポールやバックマン (Bachmann)、外国メーカーであるリマ (Lima) などと対抗することになった。1995年から、経費削減と品質改善を目指し、中国の広東省での製造を開始し、1999年には全ての製造を中国で行うようになった。
2000年代に入るとハリーポッターの映画に登場するホグワーツ・エクスプレスを模型化し、売り上げは急増した。2003年にはOOゲージライブスチームのマラード号を発売し、その後も数機種のOOゲージライブスチームが発売された。同社がライブスチームを販売するのは1970年代に発売した3.5インチゲージのロケット号以来である。
また、2012年には自動車アニメ『Olly the Little White Van』(邦題:はたらくくるま オーリーとなかまたち) のマスター・トイのライセンスを取得し、玩具展開を開始した。
近年、イギリスではバックマンによる細密な新製品が多く登場しており、それに対抗するためにホーンビィでも新製品を発売している。サザン鉄道マーチャント・ネイビー級、31形ディーゼル機関車、08形ディーゼル機関車などがある。

#### ホーンビィ・インターナショナル
2004年、経営難に陥っていたイタリアのリマグループを買収し、リマ・ジョエフ・リバロッシ・アーノルトを含むイギリス以外の鉄道模型ブランドとして「ホーンビィ・インターナショナル」(Hornby International) を設立した。この買収によってフランスにおいてホーンビィによる鉄道模型の展開が再開される事となった。製造はホーンビィ製品と同様に中国で行われている。さらにスペインのエレクトロトレン (Electrotoren) を買収した。

#### ハンブロール、コーギーの買収
2006年、経営難に陥っていた模型メーカーのハンブロール (Humbrol) とその子会社であるエアフィックスを買収し傘下に加えた。経営難によりハンブロールは消滅するかと思われていたが、ホーンビィによって救われ、多くの愛好者・モデラーは胸をなでおろした。
2008年、鉄道模型メーカーのバゼットロークを傘下に持つ、自動車模型メーカーのコーギー・クラシック (Corgi Classics) を買収した。

## 製品

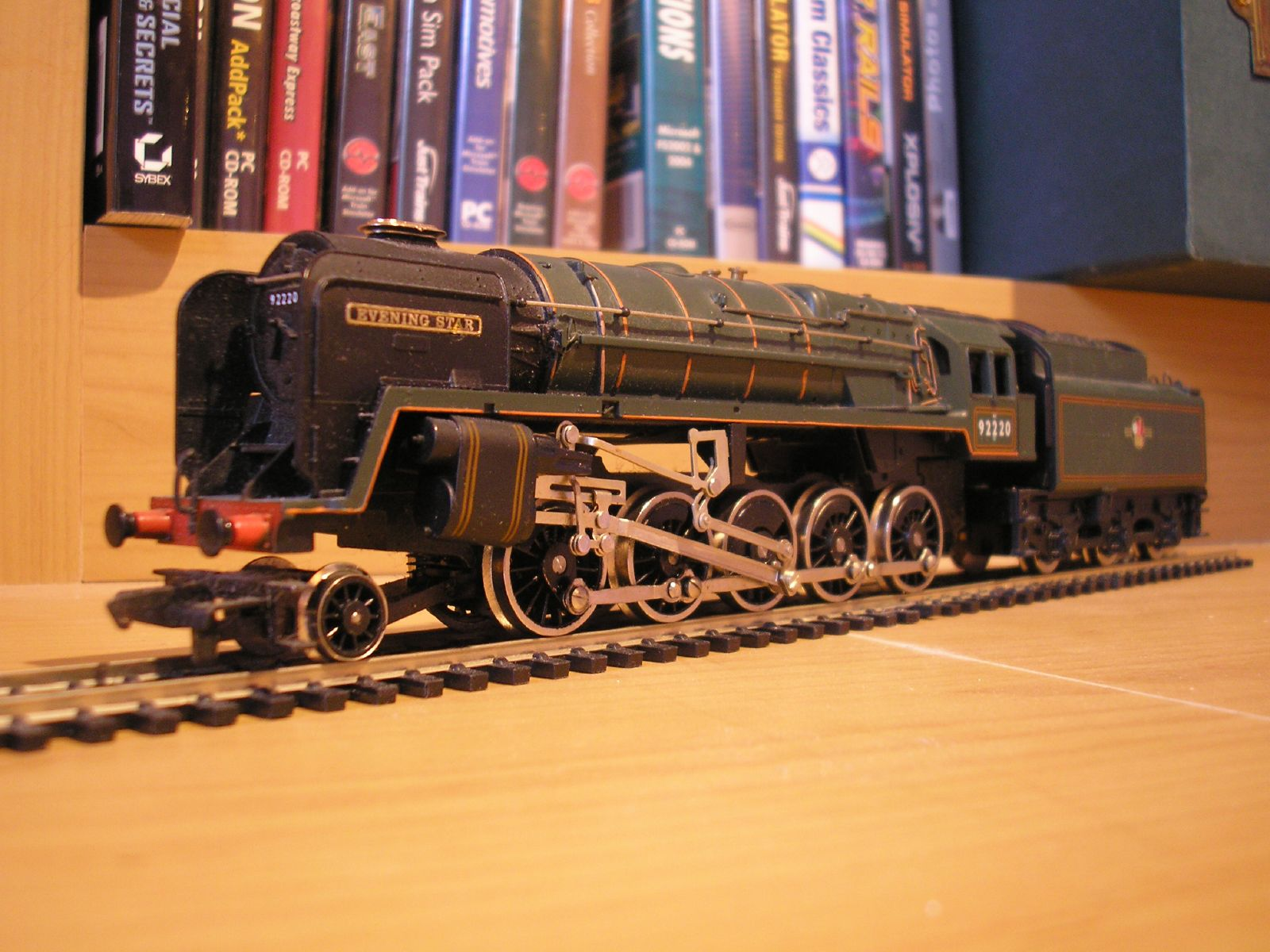
ホーンビィ製OOゲージ
イギリス国鉄9F形蒸気機関車

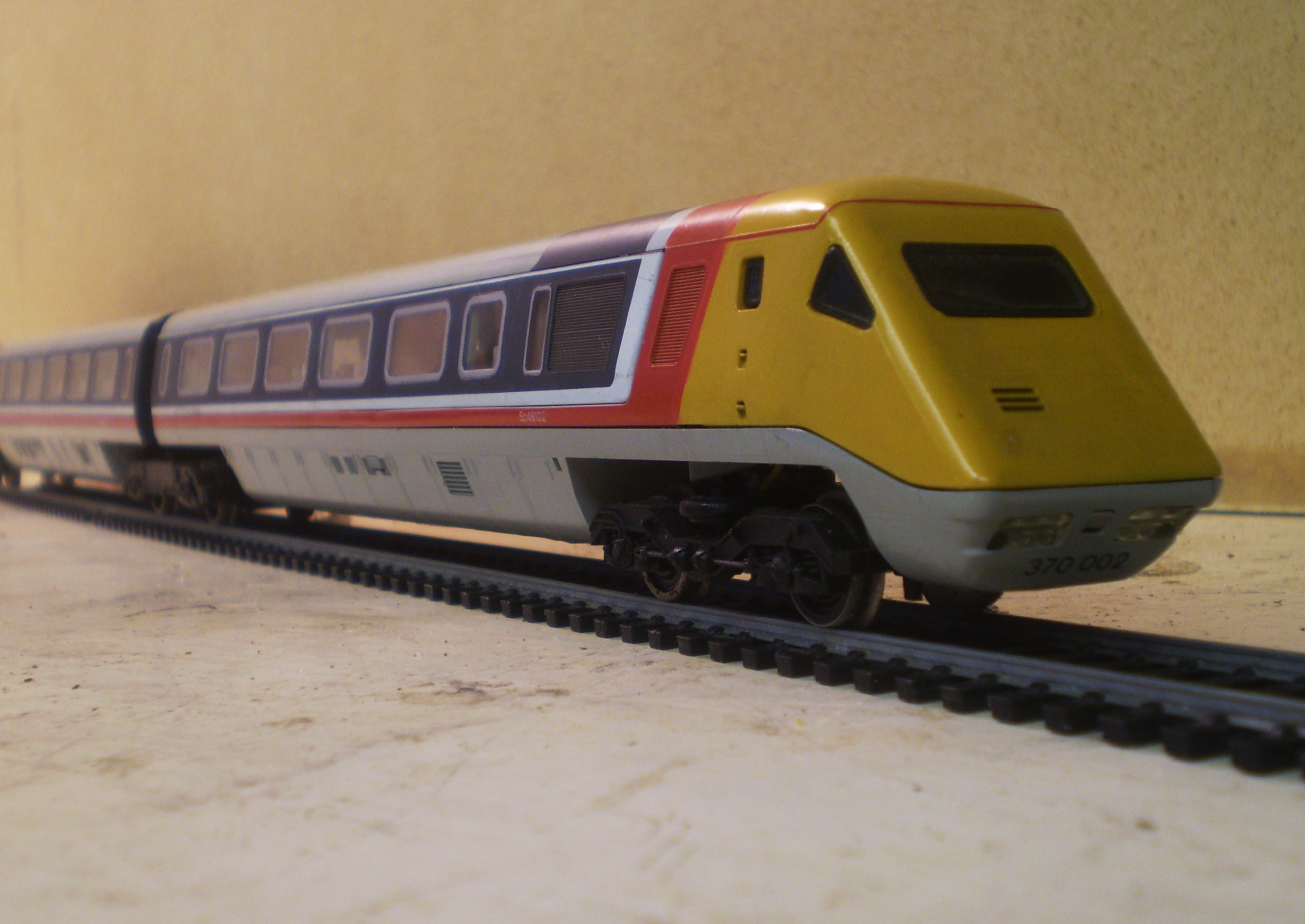
ホーンビィ製OOゲージ
イギリス国鉄370形電車「APT-P」

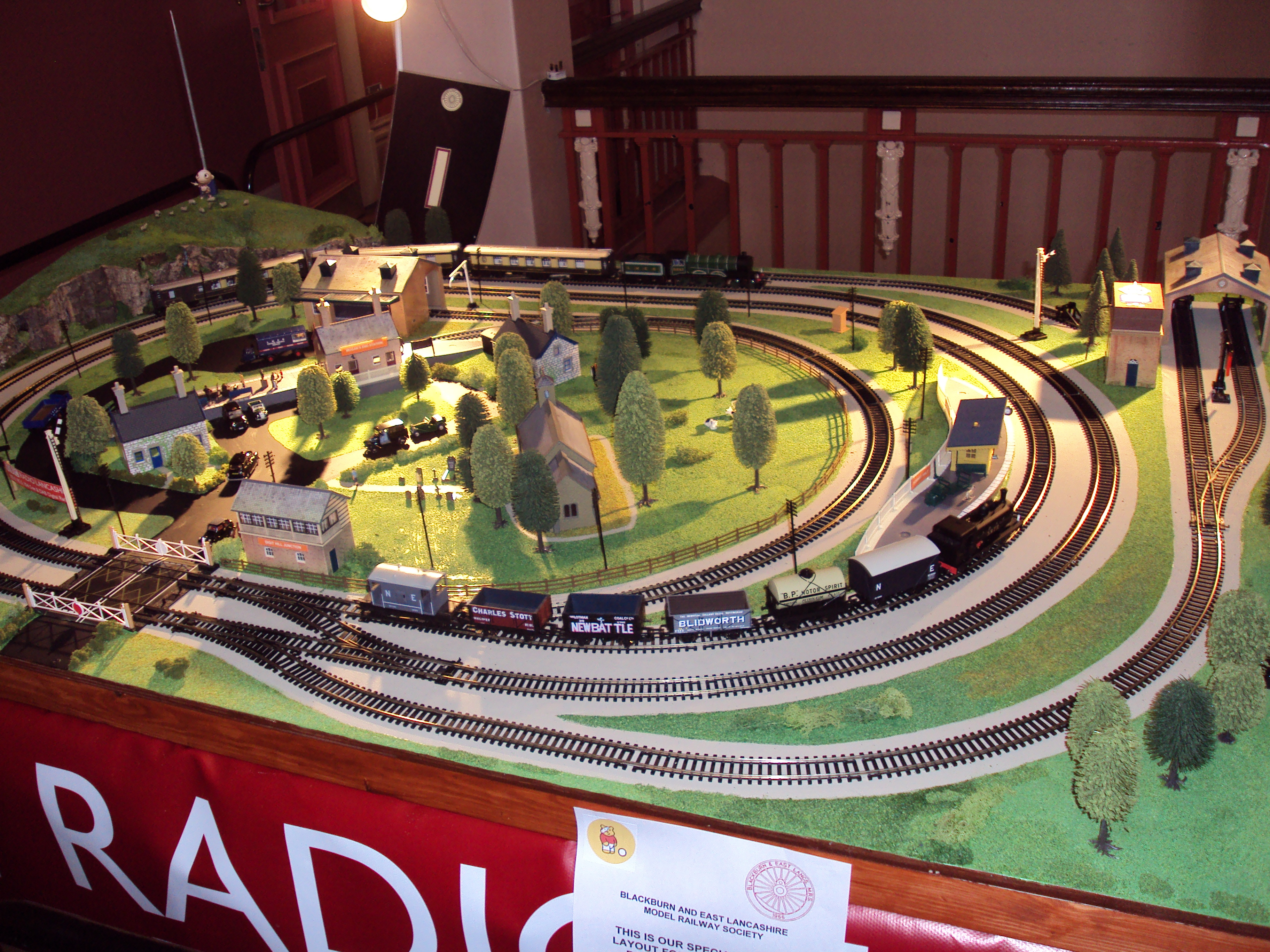
ホーンビィ製のOOゲージのレイアウト

OOゲージ鉄道模型を中心に各種の模型製品が展開されている。近年、同業他社を買収したことからホーンビィ・ホビース傘下で製造されている製品は多岐にわたるものの、商品展開上はかつてのブランド名を引き継いでいるものが多い。
ここではホーンビィ・ホビースによって展開されているOOゲージ鉄道模型の「ホーンビィ・レールウェイズ」製品を中心に記す。

### ホーンビィ・レールウェイズ
ホーンビィ・レールウェイズ (Hornby Railways) ではOOゲージ鉄道模型の車両、線路、ストラクチャー・アクセサリー、制御機器、シーナリー用品、Nゲージ鉄道模型のストラクチャーが展開されている。制御機器、簡素な車両、線路等が入ったスタートセットが毎年発売されている。主に射出成形によるプラスチック製である。

#### 車両
主にイギリス国鉄や国営化前の四大鉄道時代、国鉄民営化後の機関車や客車、電車、貨車や私有貨車、事業用車両等を発売している。かつては大量生産の模型では製品化が望めなかったようなマニアックな機種から最新の機種までさまざまな車両を製品化している。旧来からの製品もまだ数多く残っているが、中国生産になってからは品質は向上し塗装や表記も細かくなった。旧リマのOOゲージ製品はホーンビィに移管されているが、旧ジョエフのOOゲージ製品は生産されていない。
- イギリスの鉄道模型市場では蒸気機関車の製品が他の国の鉄道模型市場と比べ非常に多く、実際の導入車両が少ないことも有り、電気機関車や電車は極端に少ない。イギリスに多い第三軌条集電式のものはイギリス国鉄ロンドン南部管区 (後のネットワーク・サウスイーストセクター) の501形電車や466形電車など数少ない。架線集電式のものは1964年に81形電気機関車が製品化されたのみで、ラインズ・ブラザーズ社に買収される事を前提としていたため独自の架線集電システムは展開されなかった。DCM時代以降に、370形電車「APT-P」や、86形電気機関車、92形電気機関車、390形電車などが発売された。架線集電システムはトライアング製品を流用したものが展開されていたが、2000年代に入ると供給されなくなった。中国で生産される近年は日本の日立が設計した新型車両　Class395 やClass800の編成物の模型も早々に登場している。またClass87 、Class43 HST 等の新しい電機、ディーゼル機関車も次々と登場し、ディーゼル機関車は屋根のファンが走行中リアルに回る製品も有った。英国はDCCの導入も早く、廉価なTTSサウンドと呼ばれるDCC対応のサウンド付き機関車が他の欧米メーカーに比べて非常に廉価な価格帯で販売されている。蒸気機関車に付いては近年、従来はキットなどを組みたてないとならなかったようなマイナーな機種・形式が次々と模型化されている。

きかんしゃトーマスシリーズ ( Thomas the Tank Engine and Friends )

レールロード (Railroad)
イギリスで生産されていた頃からの製品群をレールロードシリーズとしてまとめ、年少者や入門者向けとして従来よりも廉価で発売している。また、中国での生産に移行した後に新規に製造された製品も存在する。

#### 線路
道床なし線路が展開されている。ホーンビィの線路専用の道床スポンジがあり、それを線路の下に敷いた状態でレイアウト・ジオラマを製作すると走行音が低減される仕組みとなっているが、接着方法によっては効果が薄れる場合がある。
組み立て式線路は直線・曲線ともに種類は少なく、フレキシブル線路も発売されているものの、同じイギリスのピィコに大きく水をあけられている。ターンテーブルはテーブル上または床上に線路を敷設したフロアレイアウトでも使用可能な薄型のものである。

#### ストラクチャー・アクセサリー
レイアウト・ジオラマ上に配置する建物などで、OOゲージではプラモデル形式と完成品形式に大別される。プラモデル形式のものは鉄道に関連した建物以外、近年数が減っており、かわりに完成品形式の「Skaledaleシリーズ」が急速に拡大している。Nゲージでは、完成品形式の「Skaledaleシリーズ」と同様の「Lyddle Endシリーズ」のみが展開されている。
プラモデル形式のストラクチャーはトライアング製品をベースとしたものや、他社製品を自社ブランドで展開しているものが存在する。トライアング製品を引き継いだプラモデル形式の製品や近年発売された完成品形式は、旧ロベックス社の工場を引き継いだホーンビィ・ホビース本社のあるイギリス南東部ケント州マーゲート周辺の建物を参考にして作られたものが多い。

#### シーナリー用品
地面の植生など、情景 (シーン) を再現するための製品で、かつては玩具然としたつくりのものがほとんどであったが、近年は他社製品を自社ブランドで展開しており、自然の情景が再現できるリアルなものが増えてきている。

#### 制御機器
制御機器 (電源装置) はイギリス仕様の交流220 - 240ボルト入力、直流12ボルト出力である変圧器 (トランスフォーマー) と、ダイヤル式のコントローラーに分かれている。近年になりデジタルコマンドコントロール専用機器がスタートセットを含め広く展開されている。従来のポイントスイッチの切り替えは、線路への給電線とは別線でポイントスイッチ毎に結ばれていたが、デジタルコマンドコントロールの場合は線路への給電線のみで全てのポイントスイッチが切り替えられるようになっている。

##### ホーンビィ Zero 1
ホーンビィ Zero 1はホーンビィによって1970年代に開発されたデジタル制御による近代的な鉄道模型制御装置の先駆的製品である。テキサスインスツルメンツ社のTMS10004ビットマイクロプロセッサを使用していた。Zero 1システムは最大16台の動力車と99個の付属品をそれぞれ個別に制御することが可能だった。Hammond & Morgan社のデジタル鉄道模型制御装置は総合的にZero 1と互換性がある。Zero 1は1970年末に発売された。
Zero 1と名づけられた列車多重制御装置は1979年末に発売され、この装置は1990年代に登場したNMRAのオープン標準のデジタルコマンドコントロール (DCC) システムの先輩である。鉄道模型の分野に大きな革新をもたらしたZero 1ではあったが、制御装置と動力車や個々の付属品にそれぞれ搭載が必要な受信機の双方が高価であった為、商業的な成功には至らなかった。しかし汚れを取り除いたレールとよく整備された動力車ではシステムは宣伝されたように多かれ少なかれ動作した。
Zero 1システムは軌道上に常に20Vの使用する地域の電力線周波数 (イギリスや東日本では50Hz、アメリカや西日本では60Hz) の矩形波に毎秒3回の周期で更新される32ビット長の制御符号が載せられて供給された。車載の受信機は半周期毎に＋と-が切り替わる (交流) 矩形波をトライアックで同期的に整流する事で+または-の半波を出力してモーターの回転方向を制御していた。制御符号の送信中は遮断されたままだった。速度制御は半サイクルの部分の幅を14段階に変化させる事によって行っていた。
このシステムは当時の半導体技術を導入することによって単純にする意図があったが、弱点として (上記の説明からわかるように矩形波の幅は最大10msで (50Hzの電力の地域では) 交互に20msから40msの間隔を空ける必要があった。) モーターに供給される電力が不連続でこれがモーターが滑らかに回転せず小刻みに変動してうなりをあげる原因となった。低速時に動力車の微細な速度調整を行う事は14段階の荒い速度調節や運転者が制御を入力してからの応答性の緩慢な特性が原因で同様に困難を伴った。
Zero 1の車載受信機を搭載した動力車はホーンビィの説明書によれば従来のシステムでは使用できなかった為、Zero 1のシステムを導入した人は従来のシステムを使用する友人やクラブのレイアウト上では走行できなかった。それはZero 1の車載受信機の使用を切り替える小型のスイッチを動力車に組み込めば容易に解決できる問題ではあったが、ホーンビィの公式な情報では触れられておらず、潜在的な顧客に実際には存在しなかった欠点を認識させる事になった。
分岐器や他の付属品の制御はとても単純な方法で出来た。 (分岐器や腕木式信号機のような) 電磁石で駆動される付属品や (信号機等の) 灯火類が組み込まれた付属品はそれぞれ4出力の線路からの電源で作動する付属品用受信機で出来た。それぞれの出力は電磁石や灯火類等、用途に応じて一時的な通電または連続通電か設定可能だった。付属品は制御盤に番号を入力する事で切り替えられ、最大99個の付属品を制御することが可能だった。
電磁石や灯火類よりもモーターを使用したターンテーブルのような付属品は動力車用の受信機を使用し、動力車と同様の方法で制御可能だった。
Zero 1 は 3 '段階' 導入だった。:
- 第1段階 = 主幹制御装置と基本システム (主幹制御装置, 従属的制御装置, 携帯型従属的制御装置と車載受信機)
- 第2段階 = 付属品制御 (分岐器, 信号機等)
- 第3段階 = 小型表示装置 (分岐器や信号の状態を操作卓上に発光ダイオードで表示する事を意図していた。)

主幹制御装置は1986年に廃番になり、最後まで残った車載受信機は1991年のカタログの'限られた供給のR955車載受信機は入手可能'という掲載を最後に終了した。
'修理に必要な部品の枯渇'を理由にホーンビィではまもなくZero 1の修理を終了する。
システムはとても信頼性が高く、基本の1980年代のキーボードの設計は主幹制御装置の劣悪な保管が主な問題である。それは容易に修理できる。車載受信機は2形式が入手可能だった。1981年以前の形は1個のトライアックを基にしている。矩形波の供給とモーターや接触不良によるスパークによりトライアックのdV/dtの許容値を上回り、これらの装置の半周期毎の極性の切り替えがうまく出来ずに車載制御装置とモーターの双方に損傷を及ぼす。H&M社製の2個のSCRでそれぞれ前進と後進を受け持つ後期型ではこの問題は解決していた。車載受信機は容易に修理可能である。
多くの模型愛好家の間で現在でもこのシステムは使用されており、ebayや中古市場で取引されている。

#### 印刷物
毎年カタログが発売されている。その年以降に生産される予定のものが中心で、形は同じで塗装や表記を変えた製品が毎年のように発売されているため、前年に発売されたものは掲載されていない事が多い。
交通趣味書籍で知られるロンドンのイアン・アラン (Ian Allan) からホーンビィ製品を中心とした鉄道模型雑誌として「ホーンビィマガジン」(HORNBY magazine) が2007年より毎月発行されている (当初は隔月刊)。

### その他の製品
プラモデル
1/32スケールスロットカーのスケーレックストリック製品の車両をプラモデル化したもの。
ハンブロール
プラモデル用のエナメル塗料。
エアフィックス
プラモデル製品。
スケーレックストリック
スロットカー製品。
コーギー・クラシック
当初はメットーイ・プレイクラフト社 (Mettoy Playcraft Ltd.) から発売されていたミニカーブランドであったコーギーが、後にアメリカのマテル社に買収され、その後大人向けの精密自動車模型ブランドとして独立したもの。
バゼットローク
Oゲージ鉄道模型を製造する。
ホーンビィ・インターナショナル (Hornby International)
旧リマグループのHOゲージ・Nゲージ鉄道模型の車両、線路、ストラクチャー・アクセサリー、制御機器を展開する。商品展開上はかつてのメーカー名 (ブランド名) を使用する。品番は、リマは「HL」、ジョエフは「HJ」、リバロッシは「HR」、エレクトロトレンは「HE」、アーノルトは「HN」を冠した数字で表される。かつてのメーカー・ブランドに関係なくフランスの車両はジョエフブランドで、スペインの車両はエレクトロトレンで、といったように概ね国別にブランド名が分けられている。Nゲージ製品は全てアーノルトブランドにて展開する。ストラクチャーやアクセサリー製品の品番は「HC」を冠した数字で表される。詳しくは各ブランドのリンク先を参照。
HOゲージの線路はOOゲージのホーンビィ製品を転用する。Nゲージの線路はリマグループで展開されていた製品を引き続いて生産する。

### かつての鉄道模型製品
ホーンビィ・デュブロ
かつてリバプールで製造されていた頃のブランドで、主にLMS鉄道やイギリス国鉄の車両が製品化されていた。機関車やストラクチャーは亜鉛合金製ダイカスト成形で、客車や貨車は車体色や表記が印刷されたブリキ板をプレス加工し、プラスチック製の屋根・床板と組み合わせていた。線路は道床つき・組み立て式線路が展開されていた。
トライアング・ホーンビィ
かつてマーゲートのロベックス社の工場で製造されていた頃のブランドで、先述のとおりトライアング製品を主に製造していた。動力車のおもりや集電・駆動部以外は車輪にいたるまでプラスチック製のものが主流であった。線路は道床なし・組み立て式線路が展開されていた。
ホーンビィ・アショオ
かつてフランスで展開されていたブランドで、主にフランス国鉄の機関車、客車、貨車、気動車が製品化され、線路やストラクチャー、制御機器もイギリスとは異なるものが展開されていた。一部の車両にスイス製のものが存在した。